# South Carolina
South Carolina (Nederlands: Zuid-Carolina) is een van de staten van de Verenigde Staten. De standaardafkorting voor de "Palmetto State", zoals de bijnaam luidt, is SC. De hoofdstad is Columbia.

## Geschiedenis
Het gebied dat nu South Carolina heet, werd oorspronkelijk bevolkt door inheemse stammen als de Cherokee en de Catawba. De Spanjaarden waren de eerste Europeanen die het gebied bezochten. In september 1526 verkenden zij het gebied rond Winyah Bay (in het tegenwoordige Georgetown County). Het dorp dat de kolonisten bouwden, genaamd 
San Miguel de Gualdape, kreeg te maken met 
hongersnood, epidemieën en aanvallen van vijandige Indianen die zich tegen de Spaanse rooftochten en slavenjachten keerden, mogelijk 
Catawba of Powhatan. Na Vásquez' dood in oktober 1526 waren slechts honderdvijftig van de kolonisten nog in leven, en zij vertrokken datzelfde jaar weer terug naar Hispaniola.
In 1540 trok de conquistador Hernando de Soto door het gebied. In 1562 vestigde een groep Franse hugenoten, gevlucht vanwege de Hugenotenoorlogen, zich op Parris Island maar hun nederzetting Frans Florida werd een jaar later weer verlaten.

### Koloniale geschiedenis
De koloniale geschiedenis van de staat begint in 1621, toen koning Karel I van Engeland de Province of Carolina stichtte, een gebied ten zuiden van de al eerder gestichte Kolonie Virginia en dat grofweg de hedendaagse staten North Carolina, Tennessee en South Carolina omvat. Hij verdeelde het gebied onder acht Lord proprietors die een royal charter kregen toegekend. Anthony Ashley Cooper (een van hen) zou een grote rol spelen in het organiseren van deze kolonie. De kolonie kreeg de naam Carolina wat een Latinisering is van de naam Karel.
Na 1670 begonnen boeren uit Barbados zich te vestigen langs de kust en stichtten de stad Charles Town die rond 1680 verplaatst werd en Charleston zou gaan heten. Deze stad zou een grote rol spelen in de handel van slaven naar Noord-Amerika. In 1719 werd de kolonie een kroonkolonie en 1729 werd deze gesplitst in North en South Carolina.

### Onafhankelijkheidsstrijd
South Carolina was een van de Dertien koloniën die eind 18e eeuw in opstand kwamen tegen de Engelse overheersing, tijdens de Amerikaanse Revolutie. South Carolina was de eerste die zich onafhankelijk verklaarden van de Britten. In 1776 namen ze een eigen grondwet aan en in Charleston werd hun eerste president John Rutledge ingezworen. In datzelfde jaar wist de stad Charleston een aanval van een Britse vloot af te slaan, vanaf een fort gebouwd van Palmettoboomstammen op een eiland voor de haven. Op 23 mei 1788 werd South Carolina officieel de 8e staat van de Verenigde Staten. Tijdens de onafhankelijkheidsoorlog kreeg de staat het zwaar te verduren. Ongeveer een derde van alle gevechten vonden plaats in deze staat.

### Antebellum

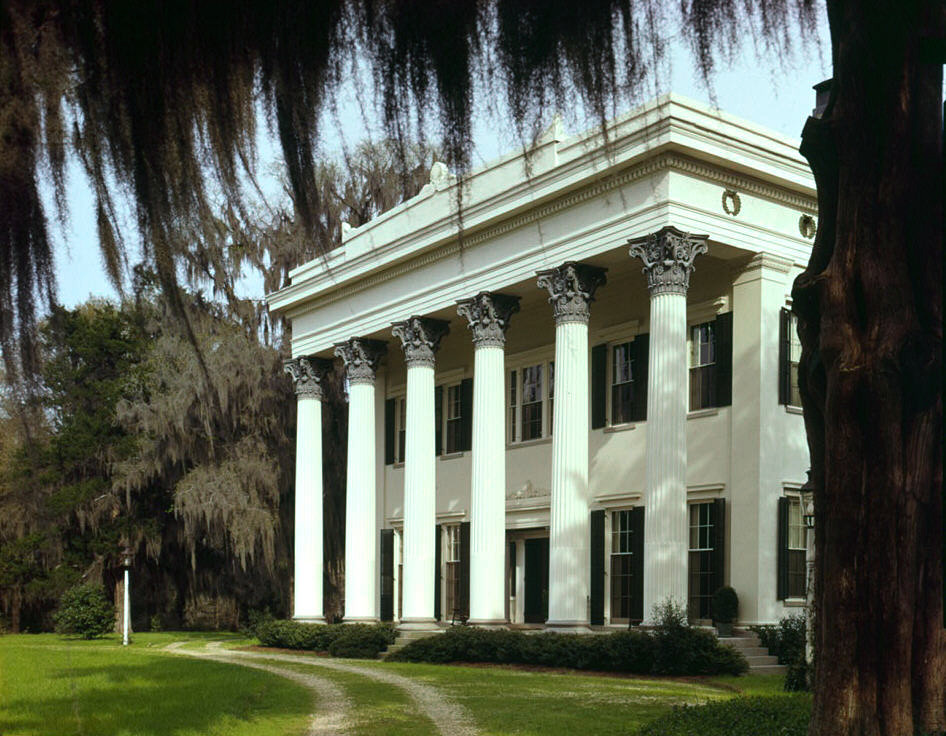
De imposante gevel van de Millford Plantation, gebouwd rond 1840.

Na de onafhankelijkheid nam de bevolking snel toe. Katoen werd het belangrijkste agrarische product en hiervoor waren grote hoeveelheden slaven nodig. De staat werd rijk, maar wel met een hele scheve verdeling van die rijkdom. Om te kunnen stemmen moesten mensen aan bepaalde eisen voldoen, ofwel een bepaald minimum aan land en slaven bezitten, ofwel een bepaalde rijkdom kennen. De zogenaamde plantocratie. In 1790 werd Columbia de hoofdstad wat later met het Santee Canal verbonden werd met de haven van Charleston.
In 1832 vond de Nullification Crisis plaats, een opstand tegen belastingen op goederen die van het zuiden naar de noordelijke staten werden verhandeld. De Tariff of Abominations. Deze werden opgelegd om met name de boeren in het noorden te beschermen maar werden als oneerlijk beschouwd door de zuidelijke staten. Vooral in South Carolina was de weerstand groot omdat de economische schade hier ook het grootst was en er werd een wet aangenomen waarin deze belastingen onwettig werden verklaard. Het leger werd ingeschakeld om deze belastingen alsnog op te leggen.

### Amerikaanse Burgeroorlog

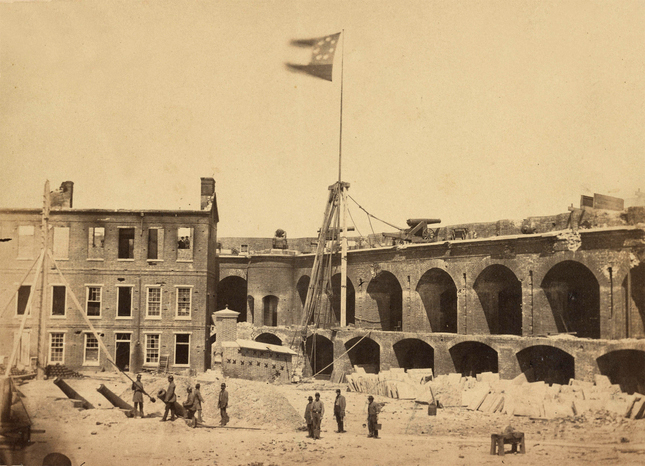
Fort Sumter nadat het ingenomen is door troepen van de Confederatie. De vlag van de Confederatie is gehesen.

South Carolina, waar zich relatief veel slaven bevonden, stond tijdens de Amerikaanse Burgeroorlog aan de kant van de Confederatie. Het was op 20 december 1860 de eerste staat die zich afscheidde. Bij Fort Sumter vonden in april 1861 de eerste gevechten in die oorlog plaats. In 1864 vond voor de kust van Charleston de eerste aanval ooit met een onderzeeboot plaats (de CSS Hunley) in een poging van de Geconfedereerden om een Blokkade te doorbreken. De aanval lukt maar de Hunley zonk zelf ook na de aanval.

## Geografie
De staat South Carolina beslaat 82.965 km², waarvan 78.051 km² land is. Het ligt in de Eastern tijdzone.
South Carolina, dat aan de Atlantische Oceaan ligt, grenst in het noorden aan de staat North Carolina en in het westen aan Georgia.
De belangrijkste rivier is de Savannah, die een groot deel van de grens met Georgia vormt en bij de gelijknamige plaats in die staat in de oceaan uitkomt. Voor de kust liggen talloze kleine eilanden. De grootste meren in de staat zijn Lake Marion, Lake Moultrie, Lake Murray, Hartwell Lake, Russell Lake en Clarks Hill Lake.
Het noordwesten van de staat is het meest heuvelachtig, met de top van Sassafras Mountain (1085 m) als hoogste punt.

## Demografie en economie
In 2000 telde South Carolina 4.012.012 inwoners (48 per km²) waarvan ongeveer 55% van de bevolking in een stedelijk gebied woont. De grootste steden zijn hoofdstad Columbia, Spartanburg, Greenville en Charleston.
Het bruto product van de staat bedroeg in 2001 115 miljard dollar.

## Cultuur
De staat heeft als bijnaam Palmetto State omdat de Palmettopalm een rol speelde in de verdediging van Charleston ten tijde van de Amerikaanse Onafhankelijkheidsoorlog. Op een eiland voor de haven van de stad bouwden de opstandelingen een fort gemaakt van Palmettostammen en dit hout bleek zo goed bestand tegen kanonskogels dat ze van daaruit een complete Britse vloot konden verjagen. Sindsdien is deze boom het symbool van de staat en staat deze op de vlag en zegel. Sinds 1939 is het de state tree.
In 1786 werd de eerste golfbaan van de Verenigde Staten geopend in Charleston.
Muzikanten als Chubby Checker, Dizzy Gillespie en James Brown werden geboren in de staat. De dans charleston is mogelijk niet ontstaan in de staat maar wel naar een van zijn steden vernoemd.
Op de eilanden voor de kust, de Sea islands, wordt een creoolse taal gesproken die Gullah wordt genoemd.

## Bestuurlijke indeling
South Carolina is onderverdeeld in 46 county's.

## Politiek

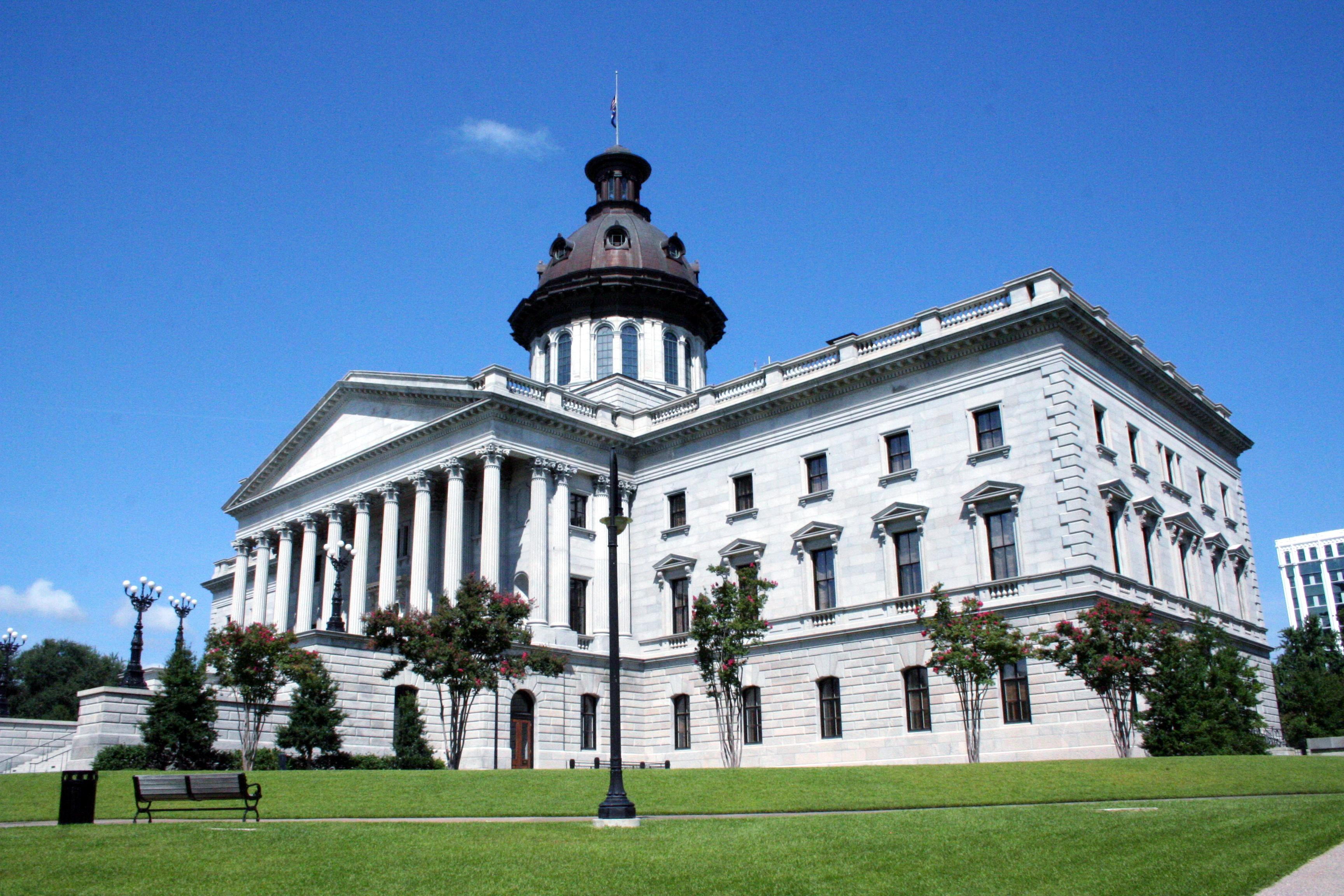
Het South Carolina State House in Columbia.

Aan het hoofd van de uitvoerende macht van de staat staat een gouverneur, die direct gekozen wordt door de kiesgerechtigden in de staat. In 2011 werd Nikki Haley van de Republikeinse Partij als eerste vrouw verkozen tot gouverneur van de staat South Carolina. Zij trad in januari 2017 terug om Amerikaans ambassadeur te worden bij de Verenigde Naties. Ze werd opgevolgd door vicegouverneur en partijgenoot Henry McMaster, die haar termijn zal afmaken.
De wetgevende macht bestaat uit het Huis van Afgevaardigden van South Carolina (South Carolina House of Representatives) met 124 leden en de Senaat van South Carolina (South Carolina Senate) met 46 leden.